# Zschepplitz
Zschepplitz ist ein Ortsteil der Gemeinde Großweitzschen im Landkreis Mittelsachsen in Sachsen. 

## Geografie und Verkehrsanbindung
Der Ort liegt südöstlich des Kernortes Großweitzschen an der Staatsstraße S34. Die A 14 verläuft nördlich und die B 169 südlich. Am südlichen Ortsrand fließt der Klitzschbach und weiter südlich die Freiberger Mulde.

## Geschichte
Am 1. Juli 1950 wurde die bis dahin eigenständige Gemeinde Zschörnewitz eingegliedert.